# Румынская всеобщая забастовка (1920)

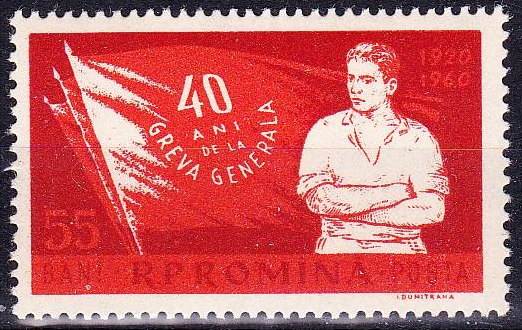
Почтовая марка 1960 года в честь забастовки, выпущена Румынской Народной Республикой.

Всеобщая забастовка в Румынии 1920 года была крупной общенациональной забастовкой в Королевстве Румыния, продолжавшейся с 20 по 28 октября, в которой участвовало большинство из более чем 400 000 промышленных рабочих со всей страны. Требования рабочих включали признание фабрично-заводских комитетов рабочих, демилитаризацию промышленных предприятий, отмену чрезвычайного положения, устранение цензуры и принятие нового законодательства о трудовых спорах. Забастовка была жестоко подавлена правительством с использованием румынской армии, а лидеры рабочих были приговорены к тюремному заключению.